# Терентьев, Борис Иванович
Борис Иванович Терентьев (1923—1981) — участник Великой Отечественной войны, пулемётчик 619-го стрелкового полка 203-й стрелковой дивизии 3-й гвардейской армии Юго-Западного фронта, красноармеец. Герой Советского Союза.

## Биография
Родился 8 мая 1923 года в станице Великокняжеская, ныне город Пролетарск Пролетарского района Ростовской области, в семье рабочего. Русский.
Окончил 7 классов в пролетарской школе. В 1936 году семья переехала в Сальск, где Борис окончил школу № 9.
С 1939 года работал учеником токаря, затем токарем на механическом заводе имени Братьев Красновых (ныне КПО) в городе Сальске.
5 марта 1942 года Б. И. Терентьев был призван в ряды Красной Армии Сальским военкоматом. Прошёл обучение в пулемётной школе. На фронте Великой Отечественной войны — с 10 июля 1942 года. Пулемётчик стрелкового полка комсомолец красноармеец Борис Терентьев воевал в составе Донского и Юго-Западного фронта. Боевое крещение получил под станицей Вёшенской.
26 ноября 1942 года за высоту 220,1 у хутора Бахмутский пулемётчик 619-го стрелкового полка 203-й стрелковой дивизии 3-й гвардейской армии Юго-Западного фронта Борис Иванович Терентьев в течение дня отразил шесть атак.
203-я стрелковая дивизия, в которой он служил, получила приказ контратаковать противника, форсировать Дон и захватить плацдарм на правом берегу. Переправлялись на подручных средствах. Донская вода кипела от разрывов. Многим эта переправа стоила жизни. Шесть дней не выходило из боя пулемётное отделение Терентьева, участвуя в окружении группировки фашистских войск в междуречье Дона и Волги. Упорно, шаг за шагом, продвигались вперёд бойцы, выбивая врага из придонских хуторов. Взяты были хутора Рубашкин, Ягодный, Бахмацкий. Гитлеровцы отошли на третью линию обороны.
На заре 24 ноября Борис Терентьев поднял своих бойцов и под прикрытием тумана выдвинулся вперёд, заняв удобную огневую позицию в двухстах метрах от вражеских окопов. На рассвете фашистская пехота, получив подкрепление, ринулась в контратаку. Шесть вражеских атак были отбиты. Но выходили из строя боевые друзья Терентьева. Погибли подносчик патронов и второй номер. Терентьев остался один. А фашисты вновь поднялись в атаку.
Сменив позицию, Борис Терентьев бил наверняка, в упор, подпуская гитлеровцев на предельно близкое расстояние. И в него стреляли, по щиту звонко ударяли пули и осколки мин. Один из осколков поразил Бориса в правую ногу. Рана оказалась тяжелой: осколок пробил кость ноги. Истекая кровью, почти теряя сознание, отважный боец продолжал вести огонь. И лишь когда фашисты в очередной раз откатились к своим окопам, он привязал к здоровой ноге пулемёт и пополз к своим. Шесть раз менял позицию истекающий кровью солдат.

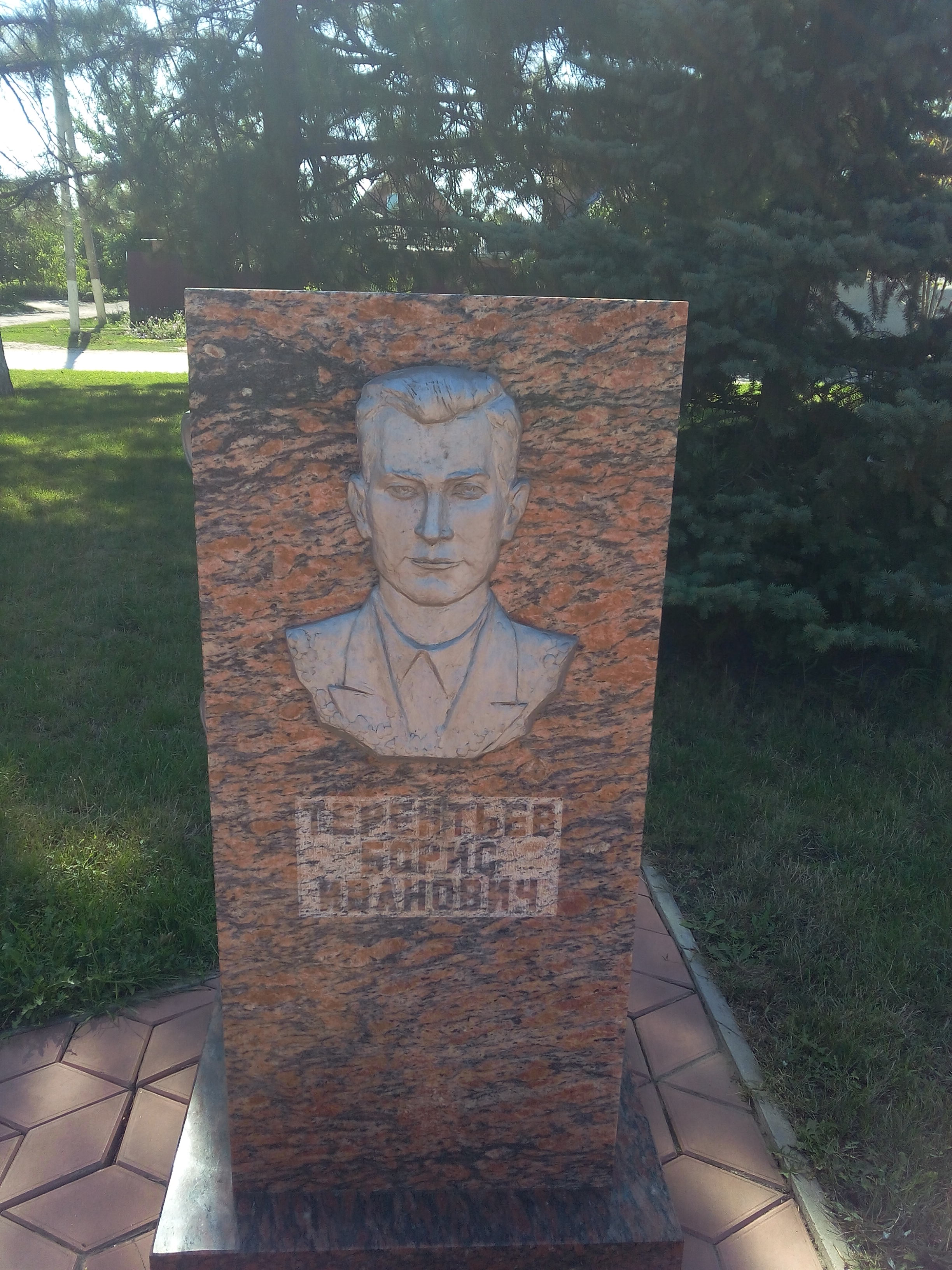
г. Сальск, пл. Свободы, памятная стела с барельефом Терентьева Б.И

На первой странице еженедельной красноармейской газеты «Боевой товарищ» от 3 декабря 1942 года № 285 опубликована статья «Гвардейский подвиг пулемётчика Терентьева. Поклонимся богатырской силе и упорству верного сына Родины».
За этот подвиг командованием 619-го стрелкового полка 203-й стрелковой дивизии Терентьев был представлен к ордену Красного Знамени, а вышестоящим командованием дивизии, армии и фронта был представлен к званию Герой Советского Союза, которое было ему присвоено 14 февраля 1943 года.
Указом Президиума Верховного Совета СССР от 14 февраля 1943 года за образцовое выполнение боевых заданий командования на фронте борьбы с немецко-фашистским захватчиками и проявленные при этом мужество и героизм красноармейцу Терентьеву Борису Ивановичу присвоено звание Героя Советского Союза с вручением ордена Ленина и медали «Золотая Звезда»» (№ 1030).
В феврале 1944 года, после госпиталя и ампутации ноги, старший сержант Б. И. Терентьев был демобилизован по инвалидности. Вернулся в город Сальск, где продолжил работу начальником автоколонны автобазы. В 1964 году ушёл на заслуженный отдых по инвалидности.
Умер 12 октября 1981 года. Похоронен в Сальске на площади Свободы, у памятника погибшим героям.

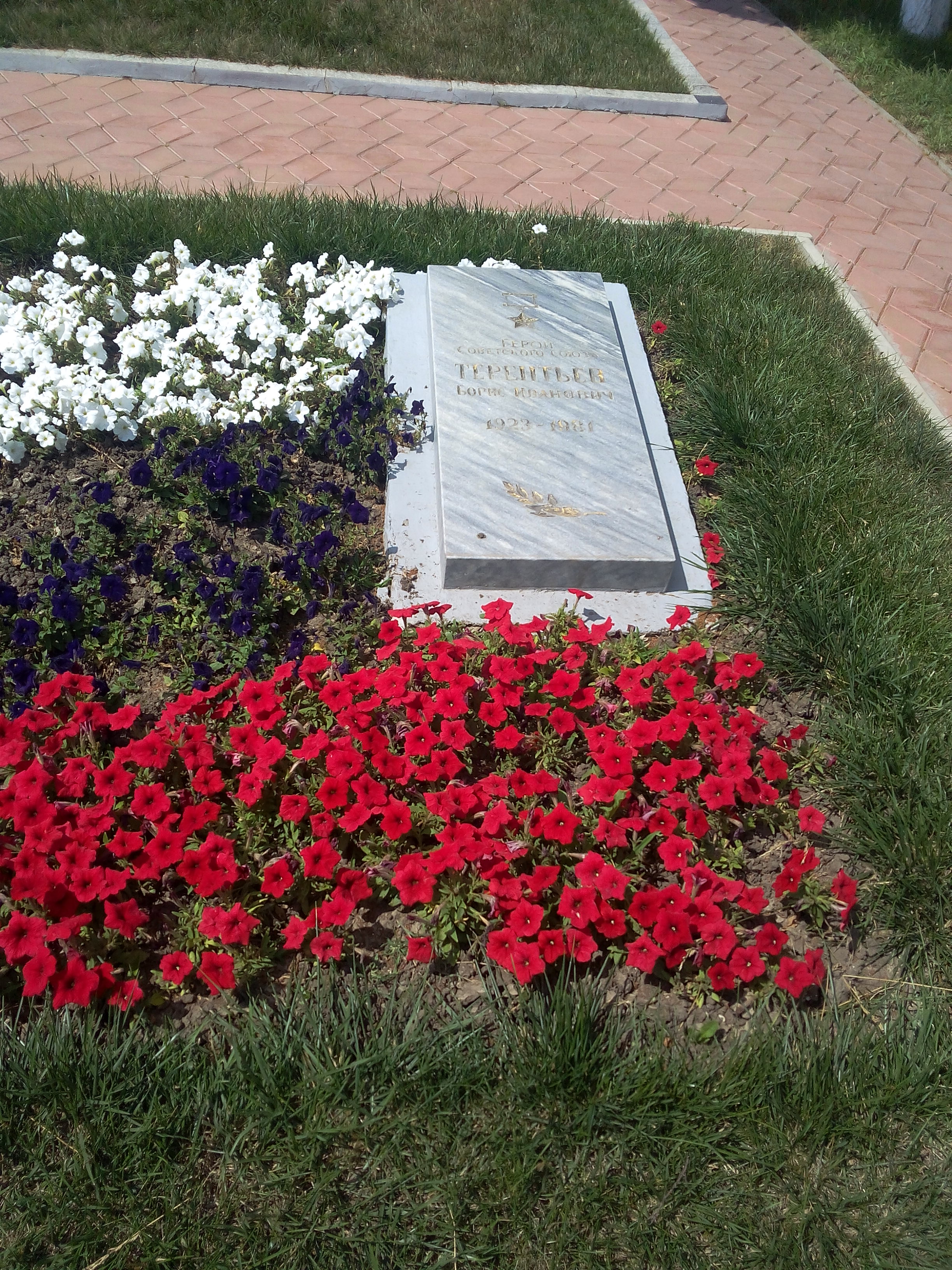
г. Сальск, пл. Свободы,могила Терентьева Б.И.

## Награды
- Медаль «Золотая Звезда» Героя Советского Союза № 7994 (28.06.1945).[4]
- Орден Ленина (28.06.1945).[4]
- «В ознаменование 100-летия со дня рождения Владимира Ильича Ленина» (6 апреля 1970)
- «За победу над Германией в Великой Отечественной войне 1941—1945 гг.» (9.5.1945)
- «20 лет Победы в Великой Отечественной войне 1941—1945 гг.» (7 мая 1965[7])
- «30 лет Победы в Великой Отечественной войне 1941—1945 гг.»[8]
- «Ветеран труда»
- «30 лет Советской Армии и Флота»[9]
- «40 лет Вооружённых Сил СССР»[10]
- «50 лет Вооружённых Сил СССР» (26 декабря 1967[11])
- «60 лет Вооружённых Сил СССР» (28 января 1978[12])
- Знак «25 лет победы в Великой Отечественной войне» (1970)

## Память
- На Аллее Героев площади Свободы г. Сальска установлена памятная стела с барельефом Б.И.Терентьева.
- Улица имени Героя Советского Союза Б. И. Терентьева находится в микрорайоне Заречный-2 города Сальска.
- В память о Герое на одном из домов по улице Свободы города Сальска установлена мемориальная доска.
- В Сальске проводятся велосипедные гонки на Приз памяти Героя Советского Союза Бориса Ивановича Терентьева (приз был учреждён в 1973 году ещё при жизни Терентьева). Борис Иванович лично вручал кубок победителям первых соревнований[13].